# Sulcus frontalis intermedius
De sulcus frontalis intermedius is een hersengroeve in de frontale kwab van de grote hersenen, die het bovenste deel (pars superior) van de gyrus frontalis medius scheidt van het onderste deel (pars inferior).

## Verloop
De voorkant van de sulcus frontalis intermedius is rechts in meer dan de helft van de gevallen en links in een kwart van de gevallen verbonden met de sulcus frontomarginalis. Aan de achterkant kan deze hersengroeve verbonden zijn met de sulcus praecentralis.